# Juma Pondamali
Juma Pondamali – tanzański piłkarz grający na pozycji bramkarza. W swojej karierze grał w reprezentacji Tanzanii.

## Kariera klubowa
Swoją karierę piłkarską Pondamali rozpoczął w klubie Young Africans SC. Zadebiutował w nim w 1970 roku i grał w nim do 1975 roku. W latach 1970, 1971, 1972 i 1974 wywalczył z nim cztery mistrzostwa Tanzanii. W 1976 roku grał w Kampuni Bia, a w latach 1977-1984 był piłkarzem klubu Pan African SC. W 1982 roku został z nim mistrzem kraju. Zdobył z nim trzy Puchary Tanzanii w sezonach 1978, 1979 i 1981. W latach 1985–1989 ponownie grał w Young Africans SC, z którym w 1987 roku wywalczył mistrzostwo Tanzanii. W latach 1990–1992 występował w Pan African SC, a w latach 1993-1996 w kenijskim AFC Leopards, w którym zakończył karierę.

## Kariera reprezentacyjna
W reprezentacji Tanzanii Pondamali zadebiutował w 1976 roku. W 1980 roku powołano go do kadry na Puchar Narodów Afryki 1980. Na tym turnieju rozegrał dwa mecze grupowe: z Egiptem (1:2) i z Wybrzeżem Kości Słoniowej (1:1). W kadrze narodowej grał do 1980 roku.